# Endeldarmkanker
Endeldarmkanker of rectumcarcinoom betreft een kwaadaardige tumor in de laatste 15 centimeter van de dikke darm. In veel opzichten lijkt endeldarmkanker op dikke darmkanker; de endeldarm is anatomisch gezien een onderdeel van de dikke darm. De behandeling van endeldarmkanker verschilt echter sterk van die van dikke darmkanker.
Endeldarmkanker ontstaat bijna altijd doordat een bestaande darmpoliep in de darmwand ontaardt (kwaadaardig wordt) en door de verschillende lagen van de darmwand heen groeit. Darmpoliepen komen veel voor; verreweg de meesten zijn en blijven echter goedaardig.

## Diagnose
De diagnose endeldarmkanker wordt jaarlijks ca. 4000 patiënten in Nederland gesteld, waarvan het merendeel ouder dan 60 jaar is, iets vaker bij mannen dan bij vrouwen. Factoren die de kans op endeldarmkanker mogelijk verhogen:
- colitis
- darmpoliep
- syndroom van Lynch
- familiaire adenomateuze polypose (FAP)

Algemenere factoren als overgewicht en alcoholmisbruik lijken een rol te spelen. 
Door de locatie van de tumor wordt deze vaak eerder bemerkt dan de tumoren in de dikke darm; feces kan een aanwezige tumor moeilijker passeren waardoor eerder klachten ontstaan als bloed in de ontlasting, onterechte aandrang, veranderd ontlastingspatroon. Daarnaast zijn gewichtsverlies, buikpijn en vermoeidheid optredende symptomen.  
Rectaal onderzoek zal bij verdenking op endeldarmkanker veelal een van de eerste onderzoeken zijn.
Uitgebreider onderzoek zal vaak een vorm van endoscopie betreffen: rectoscopie (alleen het rectum), sigmoïdoscopie (endoscopie van het sigmoïd), coloscopie (volledige dikke darm), en MRI-scan. Daarnaast behoren CT-colografie en endo-echografie tot de diagnostische mogelijkheden.

## Behandeling
Afhankelijk van het stadium van de tumor, precieze locatie, erfelijkheidsfactoren, kringspierfunctie en voorgeschiedenis en lichamelijke conditie kan de behandeling anders zijn: een operatie, radiotherapie of chemotherapie of een combinatie daarvan.
Behandeling kan zowel curatief (helend) als palliatief (pijnbestrijdend) worden ingezet.

### Operatie
Tijdens de ingreep die bij voorkeur als kijkoperatie wordt uitgevoerd - wordt de tumor met daaromheen een rand niet aangetast weefsel verwijderd. Naast de tumor worden de bijbehorende bloed- en lymfevaten alsook lymfeklieren weggenomen. Na de ingreep zal de patholoog het weefsel onderzoeken op maligniteiten Soms wordt een (al dan niet tijdelijk) stoma aangelegd. Afhankelijk van de locatie en grootte van het carcinoom, wordt gekozen voor een totale mesorectale excisie (TME), een Low Anterior Resectie (LAR) of een Abdomino-Perineale Resectie (rectumamputatie).

### Radiotherapie
Bij radiotherapie wordt de tumor bestraald van buitenaf. Tumorgroei wordt ten gevolge van bestraling verminderd en de tumor kan soms helemaal verdwijnen. Hoewel de straling zo goed mogelijk alleen de tumor bereikt is het niet te voorkomen dat ook gezond weefsel straling krijgt en daar gevolgen van ondervindt.
Meestal zal radiotherapie meerdere keren per week, gedurende een aantal weken poliklinisch toegepast worden.

### Chemotherapie
Een operatie en radiotherapie kan worden uitgebreid met chemotherapie (cytostatica) en specifiekere zogeheten “targeted” therapie met geneesmiddelen die groei van de betrokken kankercellen specifiek storen. 